# Sanctuaire de Mars Mullo
Le sanctuaire de Mars Mullo (aussi nommé la Tour aux Fées) est un vestige de sanctuaire religieux de la période celtique à la fin de la période gallo-romaine, situé à Allonnes (Sarthe). Il fait l'objet d'un classement au titre des monuments historiques depuis le 6 novembre 1961.

## Localisation
L'ensemble est situé sur la commune d'Allonnes dans un bois entre les cités HLM de la commune et la Sarthe à l'est.

## Description du site
Situé sur une colline dominant la Sarthe, le sanctuaire est composé d'un édifice hexagonal, sous lequel ont été retrouvés des restes de sanctuaire gaulois. Il a été prolongé par une entrée construite selon les coutumes architecturales romaines et entouré d'une enceinte.

## Redécouverte du site
Il est redécouvert par Pierre Térouanne à la suite des indications de son fils Jean-Noël en 1953. Une violente tempête ayant déraciné un arbre, celui-ci vit apparaître ce qui ressemblait fort à un mur. Il alerta son père, passionné d'archéologie, qui commença alors à faire les premières fouilles.
En 1993, une équipe de l'UMR 8546 du CNRS/ENS reprend les fouilles du sanctuaire. Les résultats sont particulièrement importants et permettent de mettre au jour une succession d'occupations de la protohistoire jusqu'au IVe siècle apr. J.-C.
Depuis 1998, le Centre allonnais de prospection et de recherches archéologiques (CAPRA) entreprend sur tout le territoire de la commune d'Allonnes des activités de médiation scientifique (visites, ateliers pédagogiques…) et de recherche complétant ainsi une carte archéologique particulièrement riche en vestiges.
À proximité du site, le CAPRA est installé dans un bâtiment consacré à la recherche et à la diffusion du savoir archéologique disposant d'un espace muséal : le CERAM (Centre d'études et de recherches archéologiques du Maine). Le bâtiment du CERAM a été baptisé du nom de Pierre Térouanne.
En 2018, le site n'est plus entretenu et les ruines sont enfouies sous la végétation.

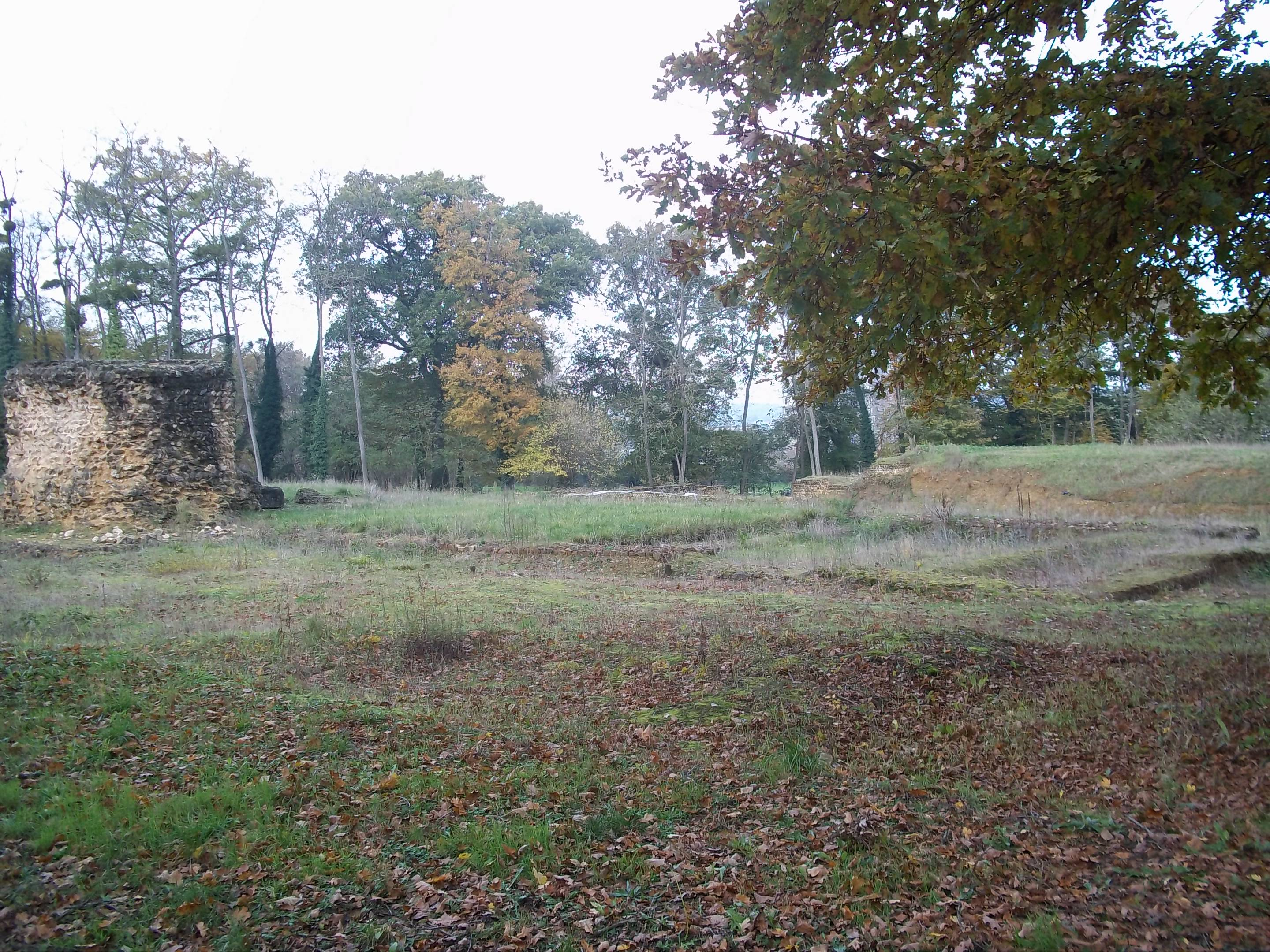
Le sanctuaire en 2013.
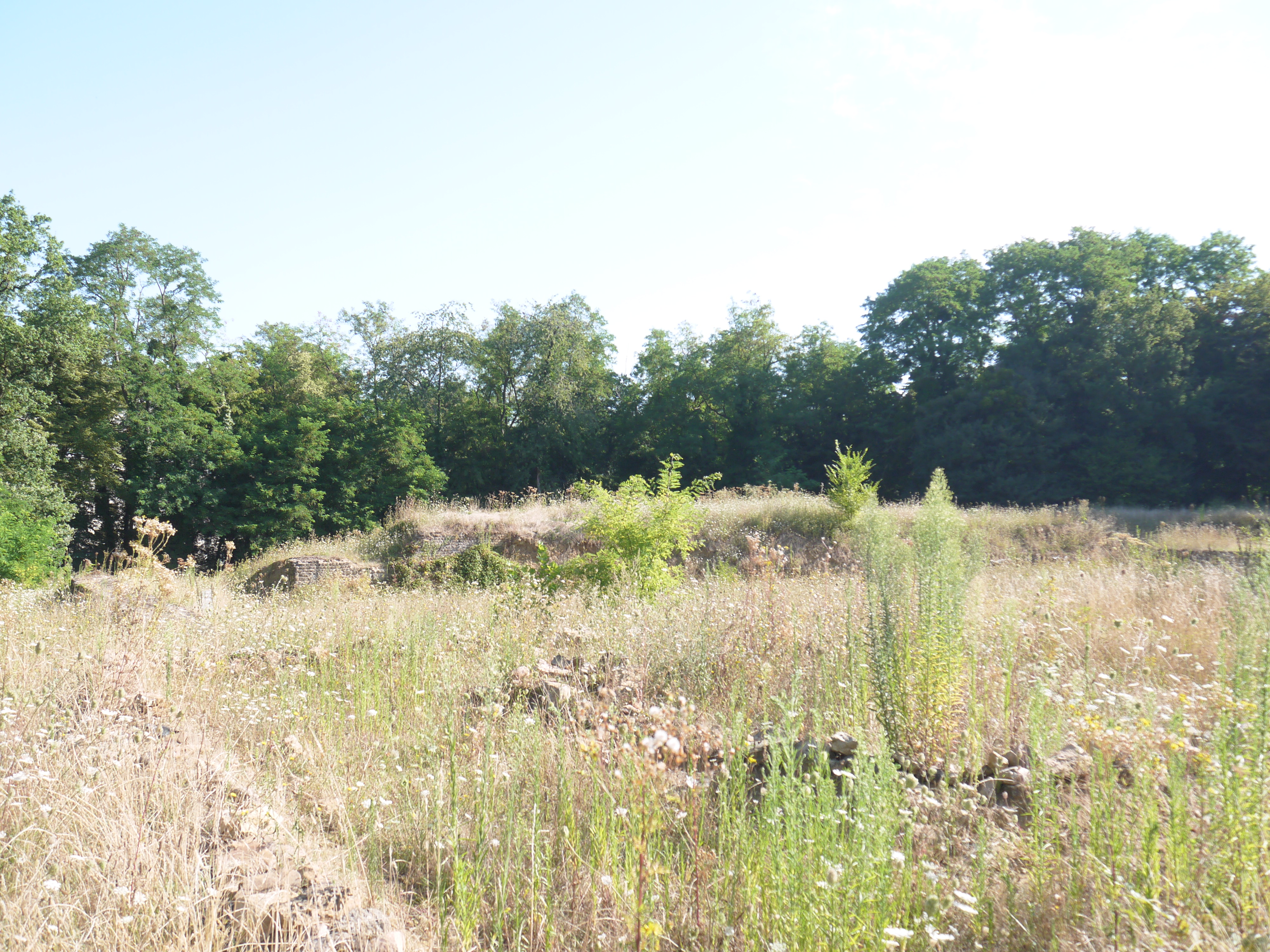
Le sanctuaire en 2018.
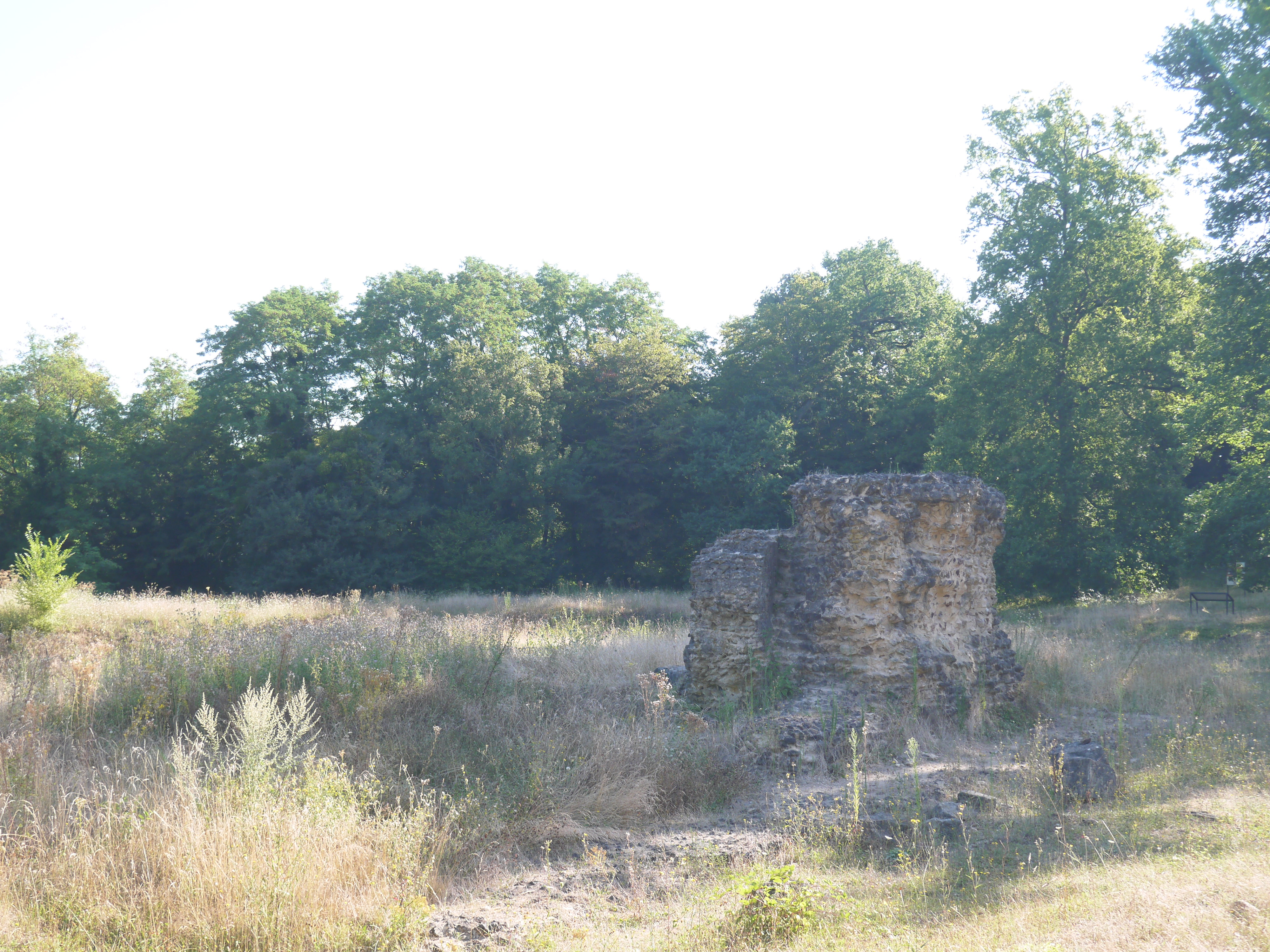
Le temple du sanctuaire en 2018.
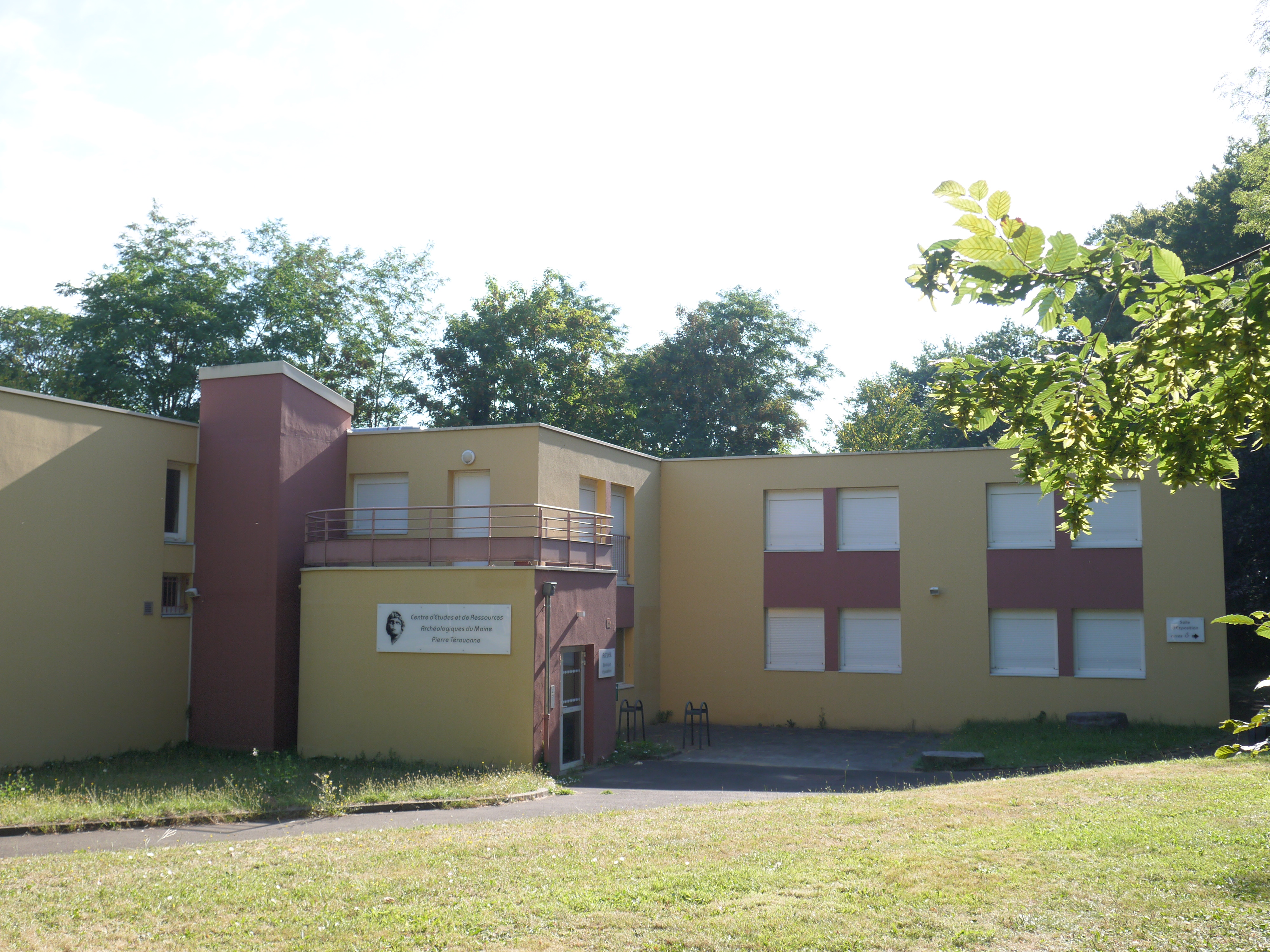
Le bâtiment du CERAM en 2018, baptisé Pierre-Térouanne.

## Reconstitution au Parc Floral de la Source
À occasion des Floralies de 1967 au Parc Floral de la Source. Une reproduction en plâtre et tubes du Sanctuaire de Mars Mullo a été réalisée. Décrit comme un temple, il se trouvait dans un secteur de l’exposition dédiée à la licence Astérix, nommé Floralix. Mesurant 23 mètres de haut, le temple fut construit en deux mois. Il fut réalisé par Jean Calmens (décorateur) sous les conseils du professeur René Borius, enseignant d’histoire romaine à Tours. Le temple fut cependant détruit à la fin de l'exposition.

## Mythes et légendes
Une légende raconte qu'un romain habitant la cité d'Alauna a, une nuit, fait un rêve prémonitoire dans lequel il vit sa fille Bella mourir à la suite d'une morsure de serpent. Le lendemain, il consulta les prêtres de la cité qui lui conseillèrent de construire une tour et d'y enfermer sa fille afin de la protéger. Bella vécut plusieurs années dans la tour. Un matin, alors que la jeune fille était en train de manger du raisin que l'on venait de lui apporter, elle se fit mordre par une vipère qui se cachait dans le panier. Bella décéda et son père la fit enterrer sous la tour.
Depuis ces événements, des témoins auraient aperçu le fantôme de Bella, assis sur les ruines de la tour, chantant d'anciens chants romains. Cette légende serait à l'origine du nom de Tour aux Fées donné au sanctuaire.